# 2020 CD3
2020 CD3 — маленький околоземный астероид и временный спутник Земли. Астероид был открыт 15 февраля 2020 года астрономами Тедди Пруйне и Кацпером Вежхощом в обсерватории Маунт-Леммон, США.
При открытии астероид получил временное имя C26FED2. После подтверждения объекта, ему было присвоено предварительное обозначение 2020 CD3.
Астероид на момент открытия летает по геоцентрической орбите и является временным спутником Земли.

## Физические характеристики
Астероид имеет низкую яркость. Абсолютная звёздная величина около 32 Предполагается, что объект имеет низкое альбедо (0,1 −0,6) и относится к астероидам спектрального класса С.
Размер астероида оценивается в 1-6 метров.

## Орбита
Согласно расчётам астероид 2020 CD3 ранее принадлежал к группе астероидов Аполлоны, но был захвачен Землёй в 2017 году. Минимальное расстояние на которое объект подходил к Земле 0,01664 а. е. (2 489 300 км). До середины 2020 года 2020 CD3 будет двигаться по геоцентрической орбите, а потом покинет сферу действия Земли и перейдёт на гелиоцентрическую орбиту.
В дальнейшем объект будет сближаться с Землёй и может быть захвачен повторно.
| Год  | Минимальное расстояние (а. е.) |
| ---- | ------------------------------ |
| 2044 | 0,0221881                      |
| 2060 | 0,0129178                      |
| 2077 | 0,0157489                      |
| 2095 | 0,0135979                      |

В траектории движения не замечено признаков возмущений из-за солнечного излучения и не выявлено никакой связи с известным искусственными объектами.
Первый подобный захваченный объект 2006 RH120 был обнаружен в 2006 году. В 2007 году он ушёл на гелиоцентрическую орбиту. Ещё несколько потенциальных таких объектов оказались искусственными.
Разработчик астрономического программного обеспечения Atlantic Билл Грей сообщил, что 7 марта 2020 года, скорее всего, 2020 CD3 покинул орбиту Земли.